# Caryomene olivascens
Caryomene olivascens är en tvåhjärtbladig växtart som beskrevs av Rupert Charles Barneby och Krukoff. Caryomene olivascens ingår i släktet Caryomene och familjen Menispermaceae. Inga underarter finns listade i Catalogue of Life.